# Spormecke
Spormecke ist ein Wohnplatz in der Gemeinde Schalksmühle im Märkischen Kreis im Regierungsbezirk Arnsberg in Nordrhein-Westfalen (Deutschland).

## Lage und Beschreibung
Der Ortsteil befindet sich auf der Schalksmühler Hochfläche südlich der Landesstraße 561 und östlich der Kreisstraße 36 nach Klagebach. Der Ort ist mit den benachbarten Wohnplätzen Ramsloh und Westhöhe zu einem geschlossenen Siedlungsbereich zusammengewachsen, der den heutigen Ortsteil Ramsloh bildet. Beim Ort entspringt der gleichnamige Bach Spormecke.
Bei Spormecke befindet sich die Gemeinschaftsgrundschule Spormecke und ein Feuerwehrhaus der Freiwilligen Feuerwehr. Die Schule wurde vor der Siedlung errichtet.
Weitere Nachbarorte auf dem Schalksmühler Gemeindegebiet sind das am Gewerbering im Gewerbegebiet Ramsloh liegende Davidshöhe, sowie Everinghausen, Everinghauserheide, Mesewinkel, Hülscheid, Schmermbecke, Brinkerhof, Felde, Wilfesche, Harrenscheid, Grünental, Oberklagebach, Lauenscheidermühle, Berkey, Siepen, Mummeshohl, Haue und die Wüstung Hilmecke.

## Geschichte

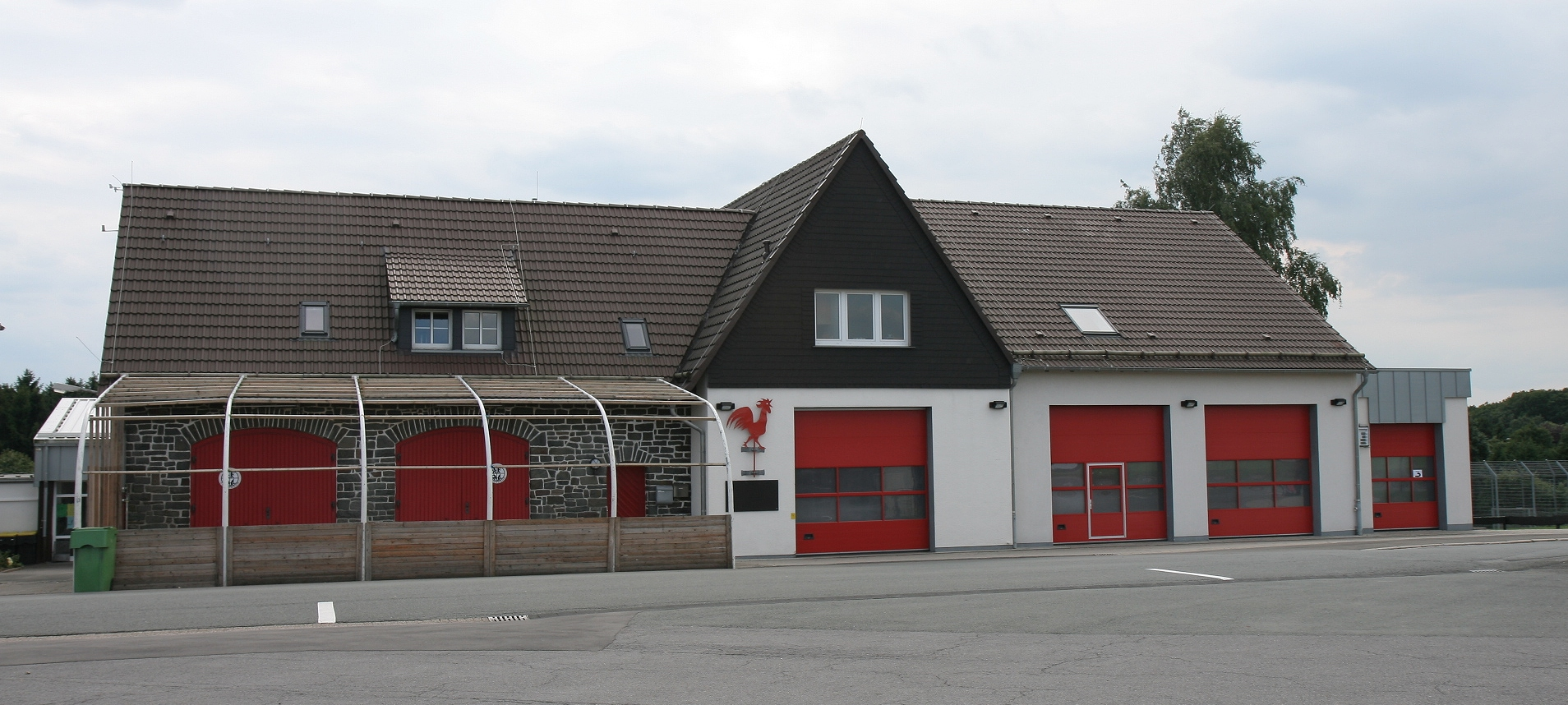
Das Feuerwehrhaus in Spormecke

Spormecke ist ein junger Ortsteil und entstand erst in der Mitte des 20. Jahrhunderts. Der Ort war Teil der Gemeinde Hülscheid im Amt Lüdenscheid im Kreis Altena. Der Ort ist erstmals auf der Ausgabe 1942 auf Messtischblättern der TK25 unbeschriftet verzeichnet, ab der Ausgabe 1971 mit der Beschriftung Spormecke. Die Schule ist aber bereits auf der Ausgabe 1935 eingezeichnet.
In den 1920/30er Jahren wurde die heutige Landesstraße 561 nördlich am Ort vorbei trassiert.
1969 wurden die Gemeinden Hülscheid und Schalksmühle zur amtsfreien Großgemeinde (Einheitsgemeinde) Schalksmühle im Kreis Altena zusammengeschlossen und Spormecke gehört seitdem politisch zu Schalksmühle, das 1975 auf Grund des Sauerland/Paderborn-Gesetzes Teil des neu geschaffenen Märkischen Kreises wurde. 
Der Bau der Kreisstraße K36 erfolgte direkt am Wohnplatz vorbei in den 1970er Jahren. In dieser Zeit schlossen sich auch die Lücken zwischen Westhöhe und den ebenfalls sich ausdehnenden Wohnplätzen Westhöhe und Ramsloh, so dass ein geschlossener Siedlungsbereich entstand.